# Лукас Мартинез Кварта
Лукас Мартинез Кварта (шп. Lucas Martínez Quarta; Мар дел Плата, 10. мај 1996) је аргентински фудбалер који тренутно наступа за Ривер Плејт. Игра на позицији одбрамбеног играча.

## Успеси
Ривер Плејт
- Куп Аргентине  (3) : 2016,[5] 2017,[6] 2019.[7]
- Суперкуп Аргентине  (1) : 2017,[8] (финале: 2016)[9]
- Копа либертадорес (1) : 2018,[10] (финале: 2019)[11]
- Рекопа судамерикана  (1) : 2019.[12]

 Фјорентина
- Куп Италије: (финале: 2022/23)[13]
- Лига конференција: (финале: 2022/23[14], 2023/24.)[15]

 Аргентина
- Копа Америка (2) :  2021,[16] 2024.[17]

Појединачни
- Идеални тим Копа либертадорес: 2019.[18]